# Viguieranthus glandulosus
Viguieranthus glandulosus är en ärtväxtart som beskrevs av Villiers. Viguieranthus glandulosus ingår i släktet Viguieranthus och familjen ärtväxter. Inga underarter finns listade i Catalogue of Life.